# Isla Pedro Montt
La isla Pedro Montt  es una isla de Chile perteneciente al archipiélago Reina Adelaida. Es una de las más extensas del archipiélago, mide 15 millas de largo en dirección NW-SE. Tiene una superficie de 265,3 km².
Administrativamente, pertenece a la provincia de Última Esperanza, en la XII Región de Magallanes.

## Aspecto de las costas
Es una sucesión de tierras altas y barrancosas con numerosas cumbres y promontorios muy parecidos entre sí por donde descienden las aguas formando bellas cascadas y rápidos. Sus cabos y puntas terminan en forma abrupta. Lo anterior, unido al silencio y soledad del entorno hacen de estas islas y canales una de las regiones más bellas del planeta. 
Las costas son acantiladas y sus canales, en general son limpios y abiertos, donde hay escollos estos están invariablemente marcados por sargazos.
Existen alturas bastante notables que sirven para reconocer la entrada a los diferentes senos, canales o bahías. Estas están claramente indicadas en las respectivas cartas y derroteros de la región. Por el lado del canal Viel tienen mayor visibilidad el pico Ejército de 867 metros, el monte Condell de 646 metros, el monte Bello de 750; el Roble de 738 y el monte Aguirre de 701 metros. Por el lado del canal Pacheco se distinguen el monte Lopetegui de 891 metros, el monte O'Brien de 754 metros y el Galvarino de 683 entre otros.

## Geología
Todo el archipiélago patagónico data de la época terciaria; es producto de la misma causa geológica que  hizo aparecer primero la cordillera de la Costa y luego la de los Andes. En la edad glacial, tomó su aspecto actual siendo la continuación hacia el sur de la cordillera de la Costa.
Es de origen ígneo por la clase de roca que lo constituye y por su relieve áspero e irregular, característico de las cadenas de erupción.

## Ubicación
Está situada en 52°10′00″S 74°04′30″O / -52.16667, -74.07500  y 52°22′15″S 73°49′00″O / -52.37083, -73.81667

## Geografía
Es una isla alargada de forma irregular. Tiene los siguientes límites:
- al norte, los canales Vírgenes, Molinas y Viel
- al este, los canales Hernández y Gray
- al sur, canal Bambach,
- al oeste, el canal Pacheco.

## Fondeaderos y surgideros
Bahía Hernández, frente al canal Hernández ofrece fondeadero para buques pequeños. Puerto Bello frente al canal Gray también ofrece fondeadero para naves menores.